# Pachytrachis
A Pachytrachis a fürgeszöcskefélék családjának egyik neme. A taxonómiai egységet Borisz Uvarov hozta létre 1940-ben. Az ide tartozó fajok Olaszországban, Délkelet-Európában és Törökországban élnek.

## Species
A nemhez öt faj tartozik.:
1. Pachytrachis bosniacus Messina, 1979
2. Pachytrachis frater (Brunner von Wattenwyl, 1882)
3. Pachytrachis gracilis (Brunner von Wattenwyl, 1861)  - karcsú szöcske
4. Pachytrachis striolatus (Fieber, 1853)   típusfaj
5. Pachytrachis tumidus Ingrisch & Pavićević, 2010

Magyarországon közülük csak a karcsú szöcske fordul elő.

## References
1. ↑  Uvarov BP (1940) Twenty-four new generic names in Orthoptera. Annals and Magazine of Natural History 6: 112–117.
2. 1 2  Orthoptera Species File: genus Pachytrachis Uvarov, 1940 (Version 5.0/5.0; retrieved 3 May 2023)